# Mole (groupe)
Pour les articles homonymes, voir Mole.
Mole, typographié MOLE, est un groupe de rock argentin, originaire de Buenos Aires. Durant sa courte existence, il est intégré par Charly Alberti (ex-batteur de Soda Stereo), son frère Andrés (ex-Santos Inocentes), Ezequiel Dasso (ex-Santos Inocentes) et Sergio Buffi.

## Biographie
Au milieu de l'année 2005, près de huit ans après le Último Concierto de Soda Stereo, Charly Alberti reprend sa carrière musicale. Après plusieurs mois de travail en solo, il décide de s'associer à Andrés, son frère cadet. Après avoir expérimenté les styles musicaux, ils trouvent le style qui définira Mole. La formation est complétée par Ezequiel Dasso (basse, chœurs) et Sergio Bufi (voix, guitare).
MOLE est le premier album du groupe, sorti le 11 avril 2007, par le label Sony BMG ; il comprend le single Agua Castradora. L'album est enregistré entre avril 2006 et janvier 2007 aux studios Room Room, Unísono et Ave Sexua, avec à la production les deux frères Alberti. Il est mixé au Circo Beat par Mariano López et masterisé aux studios Sterling Sound à New York, aux États-Unis. Tweety González est chargé du mixage. L'album comprend douze morceaux, caractérisées par des mélodies profondes. Il est présenté au public pour la première fois en privé au Club La Trastienda, le 27 mars.
Mole remporte les Premios Gardel dans la catégorie du meilleur album d'un groupe de rock à la cérémonie du 26 mars organisé au Teatro Gran Rex de Buenos Aires.
Leur dernier concert s'effectue en mai 2009 en soutien à Oasis au River, Buenos Aires. Sa continuité musicale depuis cette date est douteuse, et dans une interview Charly Alberti précise que la musique est passée en arrière-plan.

## Membres
- Sergio Bufi - chant, guitare
- Charly Alberti - batterie
- Andres Alberti - guitare
- Ezequiel Dasso - basse, chœurs

## Discographie
- 2007 : Mole (Sony BMG)